# 利穆尔
利穆尔（法語：Limours，法語發音：[limuʁ] ⓘ），有时又称于尔普瓦地区利穆尔（Limours-en-Hurepoix，[limuʁ ɑ̃ yʁpwa] ⓘ），是法国法兰西岛大区埃松省的一个市镇，属于帕莱索区。

## 地理
利穆尔（48°38'44"N, 2°4'34"E）面积14.25 平方千米，位于法国法蘭西島大區埃松省，该省份为法国北部内陆省份，北起上塞纳省和马恩河谷省，西接厄尔-卢瓦省和伊夫林省，南至卢瓦雷省，东临塞纳-马恩省。
与利穆尔接壤的市镇（或旧市镇、城区）包括：莱莫利耶尔、福尔日莱班、博内勒、布里苏福尔日、戈梅斯城、佩克斯。

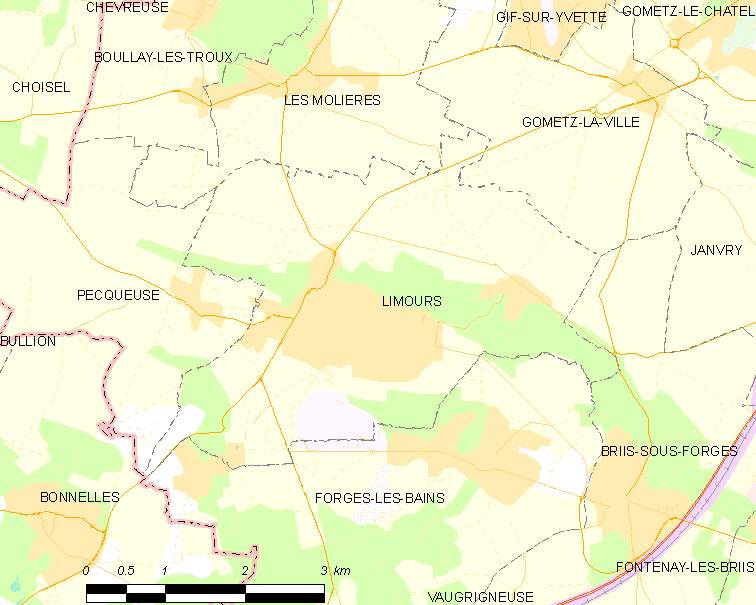
利穆尔的OSM定位图

利穆尔的时区为UTC+01:00、UTC+02:00（夏令时）。

## 行政
利穆尔的邮政编码为91470，INSEE市镇编码为91338。

## 政治
利穆尔所属的省级选区为杜尔当县。

## 人口

1962-2008年间利穆尔人口变化图示

利穆尔于2022年1月1日时的人口数量为6408人。